# Dokument konsygnacyjny
Dokument konsygnacyjny – dokument potwierdzający podpisanie umowy na przewóz danego kontyngentu z miejsca załadunku do wskazanego miejsca rozładunku.